# آلن آمبروزینو
آلن آمبروزینو (انگلیسی: Alain Ambrosino؛ زادهٔ ۱۵ ژوئن ۱۹۵۱) راننده رالی اهل فرانسه است.